# Congé parental
Un congé parental est  un congé du travail pour les parents en raison de la naissance ou de l'adoption d'un enfant pour s'occuper de celui-ci.

## Par pays

### Union européenne
Dans l’Union européenne, selon la directive du 20 juin 2019 concernant l’équilibre entre vie professionnelle et vie privée des parents et des aidants, « Les États membres prennent les mesures nécessaires pour que chaque travailleur ait un droit individuel à un congé parental de quatre mois, à prendre avant que l'enfant n'atteigne un âge déterminé pouvant aller jusqu'à huit ans, à définir par chaque État membre ou par les conventions collectives. Cet âge est déterminé de manière à garantir la possibilité pour chaque parent d'exercer son droit au congé parental de manière effective et dans des conditions d'égalité. »
Le congés parental existe pour les fonctionnaires européens.

#### France
En France, le congé parental d'éducation est un droit dont bénéficie tout salarié justifiant d'une ancienneté minimale d'une année à la date de naissance de son enfant, adopté ou confié en vue de son adoption, ou de l'arrivée au foyer d'un enfant qui n'a pas encore atteint l'âge de la fin de l'obligation scolaire.

### Canada
Au Canada, le gouvernement fédéral offre des prestations de congé de maternité ou de congé parental dans le cadre du programme d’assurance-emploi. C’est un doit qui est considéré comme une « prestation spéciale » au sein de ce programme, qui est géré par le ministère canadien des Ressources humaines et du Développement social. Le droit au congé parental est réparti entre la compétence fédérale et provinciale. Le Canada, tout comme les États-Unis, sont deux pays qui sont dans une situation relative de laisser-faire en ce qui a trait au congé parental.
En 1971, le congé de maternité s'est instauré au Canada en tant que droit individuel donnant la possibilité aux mères ayant 20 semaines ou plus d’emploi assurable, de prendre un total de 15 semaines de prestations à un taux de remplacement du salaire de 67% jusqu’à un maximum de 100$ par semaine.

#### Québec

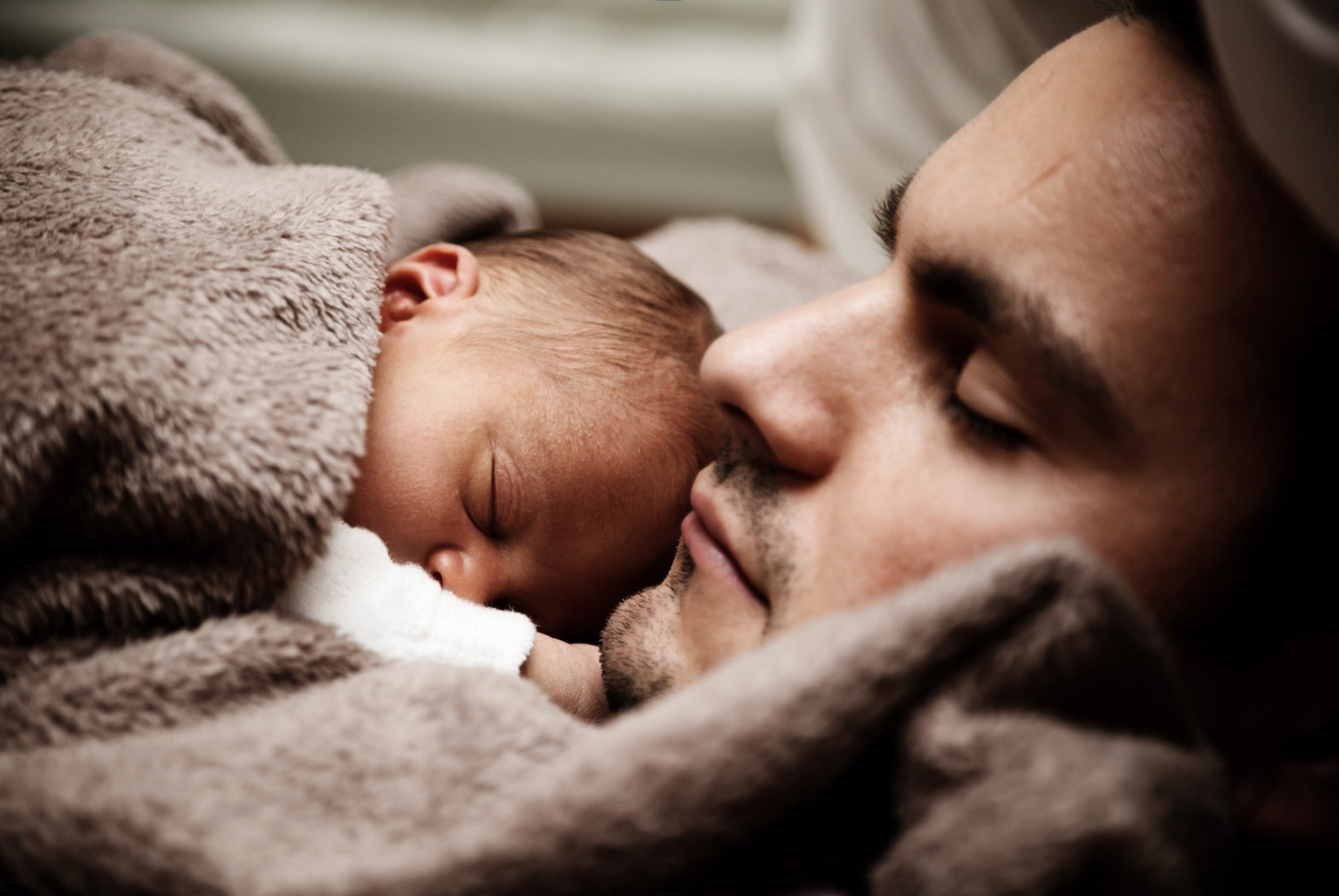

Le 1er janvier 2006, le gouvernement du Québec met en place son propre programme de congés parentaux nommé régime québécois d'assurance parentale (RQAP). Ce régime qui diffère aux autres provinces du Canada. C'est le résultat d'une forte mobilisation des acteurs sociaux comprenant des groupes de femmes, des syndicats et certains groupes familiaux progressistes. Le régime québécois est comparable à ceux des pays nordiques, puisqu'il favorise la conciliation emploi-famille. Le Québec est la seule province du Canada à avoir fait un investissement important dans un nouveau congé parental. Ce programme est plus généreux que celui offert par le gouvernement fédéral. Bien qu'il n'allonge pas la durée du congé parental, l'éligibilité est élargie. Il est mieux rémunéré, plus flexible et il possède un congé de paternité réservé uniquement aux pères et non transférable aux mères. Ainsi, le régime québécois d'assurance parentale (RQAP) favorise d'une part, l'intégration et le maintien en emploi des parents, d'autre part, un meilleur partage des tâches entre conjoints. Il en résulte donc une plus grande égalité entre les hommes et les femmes, puisqu'avec l'instauration de ce nouveau régime, il y a eu une augmentation spectaculaire du nombre de pères québécois qui prennent un congé de paternité.
Afin d'être admissible aux prestations du RQAP, il est nécessaire de répondre à tous les critères suivants :        
- Être résidente ou résident du Québec à la date de début de la période de prestations ;
- Avoir payé ou devoir payer une cotisation au RQAP au cours de la période de référence ;
- Avoir un revenu assurable d'au moins 2 000 $ au cours de la période de référence ;
- Avoir cessé de travailler ou avoir connu une diminution d'au moins 40 % de votre revenu d'emploi hebdomadaire habituel.

Lors de la grossesse, les prestations de maternité peuvent commencer au plus tôt la 16e semaine précédant celle qui est prévue pour l'accouchement.
Ce régime est offert à tous les parents ayant gagné 2000$ ou plus durant les 52 semaines précédentes, peu importe le nombre d'heures qu'ils ont travaillées. En 2018, le montant maximal assurable pour le calcul des prestations a été fixé à 78 500$. Avec le RQAP, les nouveaux parents ont le choix entre deux régimes, soit le régime de base ou bien le régime particulier.
Le régime de base offre un remplacement du revenu allant de 55% à 70% pour une période de 50 semaines. Le régime particulier, quant à lui, offre un remplacement du revenu plus élevé, c'est-à-dire de 75% pour une période plus courte de 40 semaines. Ces deux régimes offrent des semaines de congé exclusives à la mère et d'autres réservés uniquement au père. Des semaines de congé parental sont à leur disposition et leur durée dépend du régime choisi.